# Лук чёрный
Лук чёрный (лат. Allium nigrum) — вид многолетних травянистых растений рода Лук (Allium) семейства Амариллисовые (Amaryllidaceae).
В диком виде произрастает в Средиземноморской области от равнинного до среднегорного пояса: в Южной Европе, Северной Африке, Малой Азии.

## Ботаническое описание

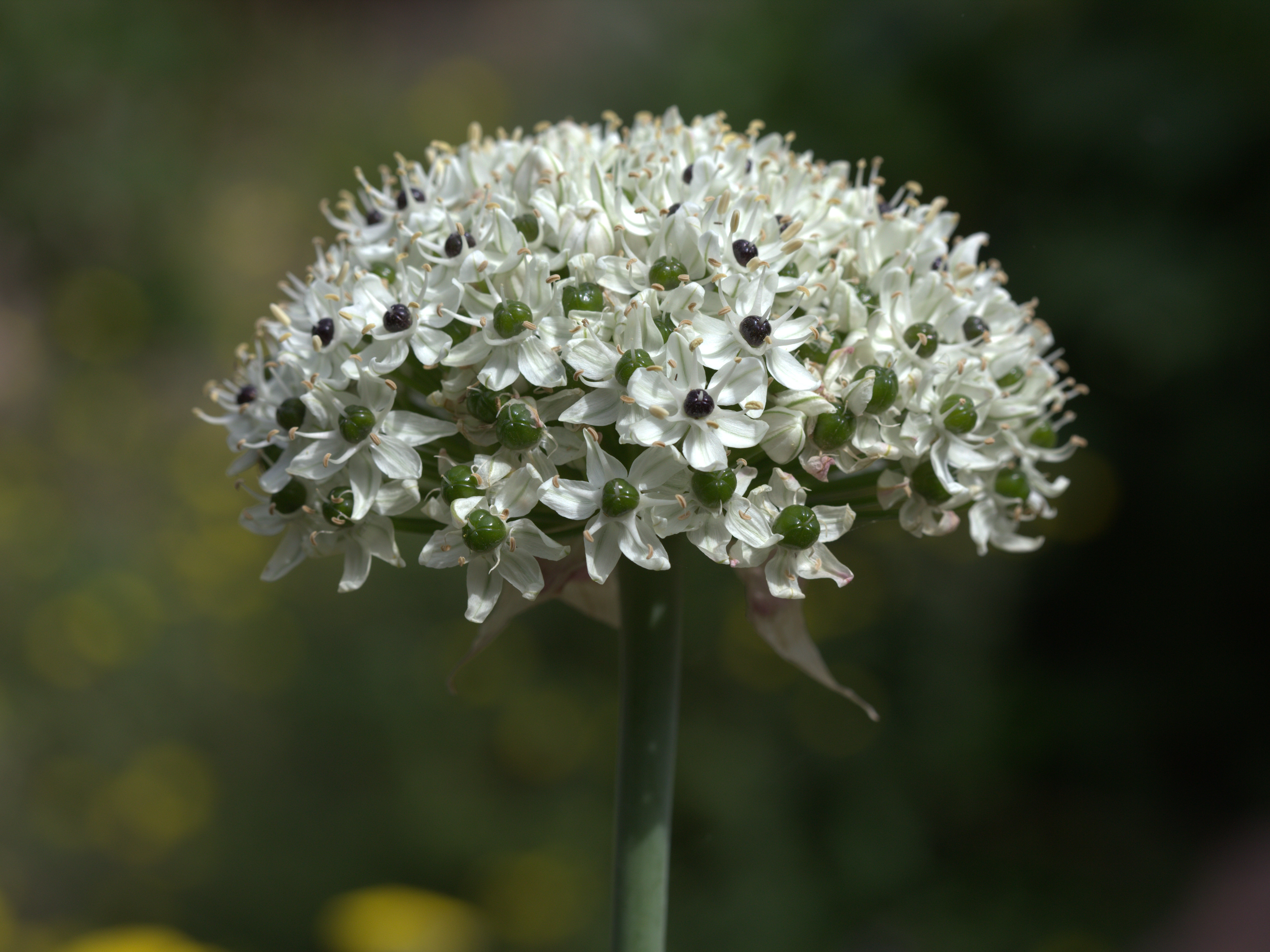
Соцветие

Многолетнее травянистое растение, 30—60 см высотой.
Листья ремневидно-ланцетные, край волнистый. На каждом растении 3–6 листьев, ланцетной формы, плоские и отогнутые в сторону, длиной до 60 см и шириной 2,5 см. Позже листья сморщиваются и поникают.
Цветоносы гладкие, округлые в сечении, 80–100 см высотой. На цветоносе плотное зонтиковидное соцветие со звездчатыми цветками диаметром до 9 мм. Цветки 0,6—0,8 см длиной, зеленовато-жёлтые, собраны в полушаровидный зонтик. Листочки околоцветника белые с зелёной средней жилкой; пыльники фиолетовые или жёлтые. Завязи чёрно-зелёные в период цветения, но зелёные в молодом возрасте или после цветения.
Луковицы асимметричные диаметром до 5 см. 

## Хозяйственное значение и применение
Может быть использован в качестве декоративного растения. Это растение является частым декоративным растением в садах Европы и Северной Америки, оно было завезено в начале двадцатого века.